# Rumba Lumber
Rumba Lumber (ルンバランバ?, Runba Ranba) è un videogioco d'azione a schermata fissa del 1985 per arcade, edito dalla Taito. In questo titolo dall'ambientazione preistorica vengono vestiti i panni di un uomo delle caverne, impegnato in una caccia al dinosauro mentre attua il disboscamento del vasto campo occupato da alberi.
È stato emulato per la prima volta nel 2024 sul Taito Egret II Mini, un cabinato miniaturizzato dedicato al retrogaming contenente circa settanta preinstallati classici della compagnia.

## Modalità di gioco
Rumba Lumber consta di quattro ripetitivi livelli e di un livello 0, quest'ultimo fungente da allenamento o pratica per il giocatore. Presenta un gameplay che ricorda titoli del calibro di Timber, Dig Dug e Qix.
Da una visuale sopraelevata, viene mostrato come BoBo lo pterodattilo vola libero per tutto il campo sopra ogni singolo albero piantato. Il giocatore controlla un cavernicolo, il quale si muove in mezzo agli alberi abbattendoli uno ad uno con la sua ascia e, mentre disbosca, deve percuotere tale bestia intrappolandola in un insieme di quattro o meno alberi. Quando questo succede il livello è completo e può passare a quello successivo, ma prima gli viene assegnato il punteggio totale mediante la moltiplicazione del numero degli alberi finora non abbattuti e del valore in punti di quell'insieme di alberi.
Sul campo sono collocate delle ruote di pietra, con le quali il giocatore, contemporaneamente potrà cercare di beccare da lunghe distanze lo pterodattilo e abbattere molti più alberi. Una stessa ruota può anche essere utilizzata per neutralizzare temporaneamente due nemici che intralciano il cavernicolo, ovvero il tirannosauro DoDoDo e la talpa Mogora. Qualora egli dovesse scontrarsi con loro, oppure venisse bruciato da BoBo (è in grado di sputare fuoco) viene perduta una vita.
Un ostacolo naturale presente in ogni campo di gioco metterà a dura prova il giocatore durante la sua sessione. Nel primo vi sono montagne indistruttibili sparse qua e là. Un fiume divide a metà il secondo campo ed è attraversabile camminando su dei tronchi che scorrono lungo esso. Il terzo non vede ostacoli ma rigoglie di funghi, che ricrescono ogni volta che il cavernicolo li abbatte grazie alla pioggia emessa da una nuvola. Al centro del quarto e ultimo campo vi è un vulcano che erutta palle di fuoco.
Infine, la partita finisce una volta che si esauriscono le vite a propria disposizione.